# John Brown (cầu thủ bóng đá, sinh năm 1901)
John Thomas "Jack" Brown (15 tháng 6 năm 1901 – 1977) là một cầu thủ bóng đá người Anh. Ông thi đấu ở vị trí hậu vệ cho Leicester City, Wrexham, Nuneaton Town và Heanor Town.
Ông là một phần của Leicester City đạt thành tích cao nhất cho đến trước năm 2016 với vị trí cao nhất, là ngôi á quân ở mùa giải 1928-29.